# Контесса-Ентелліна
Контесса-Ентелліна (італ. Contessa Entellina) — муніципалітет в Італії, у регіоні Сицилія,  метрополійне місто Палермо.
Контесса-Ентелліна розташована на відстані близько 470 км на південь від Рима, 50 км на південь від Палермо.
Населення — 1798 осіб (2014).
Щорічний фестиваль відбувається 8 вересня. Покровитель — святий Миколай di Mira.

## Демографія
Населення за роками:

Станом на 1 січня 2023 року в муніципалітеті офіційно проживало 11 іноземців з 5 країн, серед них 5 громадян країн Євросоюзу.

## Сусідні муніципалітети
- Бізаккуїно
- Кампофьорито
- Корлеоне
- Джуліана
- Монреале
- Поджореале
- Роккамена
- Салапарута
- Самбука-ді-Сицилія
- Санта-Маргерита-ді-Беліче